# Vlet

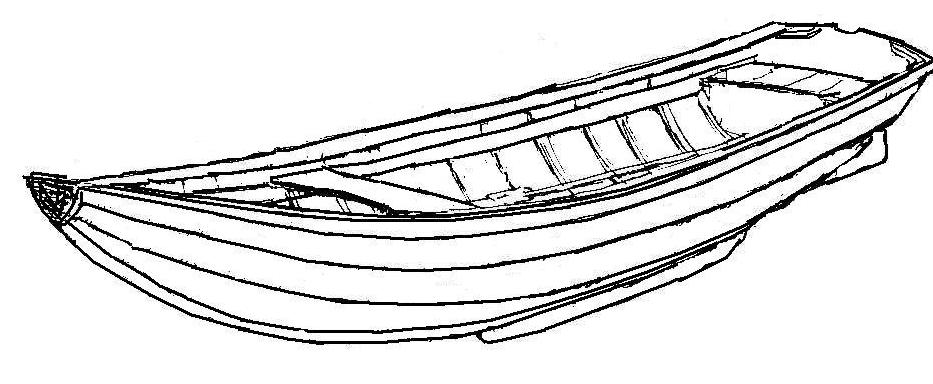
Vlet

Een vlet is een klein vaartuig van hout, staal of tegenwoordig ook kunststof. Doordat hij wordt gebruikt als bijboot, wordt iedere bijboot ongeacht het type wel als vlet aangeduid.
Door zijn afmetingen en gebruik wordt de vlet tot de sloepen gerekend, maar door het boven water oplopende vlak (bodem) is het een aak. Het verschil met een sloep is de aan de voorzijde schuin oplopende bodem en zijden van de vlet (de voorsteven van een sloep is vrijwel recht en verticaal) en het ontbreken van een middenkiel: de vlet heeft twee kimkielen.
Doordat de vlet zo'n doelmatig scheepje is, heeft hij een bijna wereldwijde verspreiding gekregen.
Het woord vlet komt van vlot, wat in Oudnederlands ondiep betekent. Een vlet of vlotschip is dus een ondiep stekend schip met een platte bodem, waarmee ook bij laagtij of lage waterstand de bestemming bereikt kan worden (de boot was er vlot). Het Engelse woord flat in de betekenis van plat is hiervan afkomstig.
De bestuurder van een vlet in of rond een haven wordt een vletter genoemd. Vletters boden in havens hun diensten aan waar personen of kleine hoeveelheden goederen moesten worden vervoerd. Vletten werden ook gebruikt voor baggerwerk in havens en de baggeraars hebben het type doorontwikkeld. Rond de 19e eeuw werd de term ook gebruikt om een loods aan te duiden.

Urker ijsvlet, collectie Zuiderzeemuseum

## Verschillen
Er zijn verschillende soorten vletten. De oude, als de ijsvlet, de haringvlet en de Helderse vlet, zijn altijd van hout gebouwd. De moderne voor de pleziervaart gebruikte vletten zijn vaak van staal, zoals de Lelievletten en Beenhakkervletten. 
Een vlet is geschikt voor roeien, wrikken en zeilen. Roeien gaat meestal met zes personen en een roerganger. Wrikken gebeurt altijd door één persoon. Zeilen gebeurt in een grotere (meer dan vier meter lengte), meestal stalen, vlet met vier personen, in een kleinere houten of kunststofvlet alleen of met zijn tweeën. Een vlet maakt gebruik van een fok en een grootzeil. Vroeger was dit algemeen een spriettuig, maar nu veelal een toren- of bezaantuig: zie tuigage.
Hoewel de oorspronkelijke vorm (ronde lijnen, alleen een plat achterschip) heel lang gebruikt is, zijn er vanaf 1970 aangepaste ontwerpen gekomen, zoals de knikspantvlet en de multi-knikspant. Met name de multi-knikspant wordt veel toegepast in de jachtbouw omdat deze eenvoudiger en dus goedkoper te bouwen is. De romp wordt dan uit wel vier tot zes 'gangen' opgebouwd.

### Helderse vlet
De Helderse vlet is een houten scheepje gebouwd in de kop van Noord-Holland voor gebruik in de haven van Den Helder en voor de dobbervisserij op het wad.
Hij is rond van bouw en in plaats van een middenkiel zijn er twee kimkielen. Verder heeft hij een platte spiegel. De smalle huidgangen komen voor niet tegen een steven, maar lopen vloeiend naar boven, waar ze samenkomen in een klos.
Omdat dit samen met de manier van voortbewegen door middel van het wrikken een ideaal scheepje was voor de smalle geulen op het wad, is het tot 1950 op de Waddeneilanden in gebruik gebleven.
De laatste originele Helderse vletten sleten hun leven als plantenbak.
Ze worden echter naar oud model weer gebouwd van hardhout met een motor, en als pleziervaartuig gebruikt.

### Motorvlet
Uit de oorspronkelijke roei- en zeilvletten zijn de motorvletten ontwikkeld. Deze vletten zijn buitengewoon sterk door de ronde rompvorm; daardoor zijn ze ook erg wendbaar en zeewaardig. Motorvletten zijn veel gebouwd voor baggerbedrijven, die er uitstekende werkschepen aan hadden. Veel van deze vletten hadden ook een voorziening om te slepen. Deze motorvletten zijn dankzij de baggerindustrie over de gehele wereld verspreid. Vaak werden ze na afloop van een werk ter plaatse verkocht. Aangezien ze onverslijtbaar zijn, varen ze ook nu nog overal.
Veel motorvletten zijn ook in gebruik (geweest) als peilboot waarbij de geringe diepgang en de zeer grote wendbaarheid belangrijke voordelen waren. Bij dit laatste type was het belangrijk dat de schroef en het roer minder diep waren dan de romp, zodat het vaartuig zich in geval van vastlopen zelf kon loswrikken.

### Baggervlet
Nadat in de baggerindustrie door de schaalvergroting behoefte ontstond aan grotere werkschepen raakte de motorvlet daar uit de gratie. De kustverdedigingswerken - met name in Engeland tegen de eeuwwisseling - maakten het weer noodzakelijk om op ondiep water te kunnen werken. Aanvankelijk werden hiervoor ponton-achtige vaartuigen gebruikt, maar om de vaareigenschappen hiervan te verbeteren werd toch weer een vlet-achtig vaartuig ontwikkeld. Deze Nederlandse ontwikkeling wordt het shoalbuster-type genoemd en werd ontwikkeld door de Nederlandse werf Damen. De shoalbuster verenigt de eigenschappen in zich van vlet (de ronde vormen) en een ponton (het draagvermogen). Hij is zeer veelzijdig en wordt wereldwijd ingezet.

### IJsvlet
Door de kimkielen en de lichte bouwwijze van de vlet kon hij in de winter ook op het ijs worden gebruikt voor het ijsvissen en botkloppen. Hij werd dan volgeladen met alle benodigde materialen en als een slede meegenomen.
Om deze reden waren ijsvletten bij verschillende havens rond de Zuiderzee en later het IJsselmeer in gebruik als reddingsboot en lagen ze vaak in een schuur klaar voor gebruik.
In de collectie van het Zuiderzeemuseum bevinden zich meerdere ijsvletten, onder andere een exemplaar uit Urk waar hij ijsloper werd genoemd. Deze vlet van rond 1850 werd in de winter gebruikt wanneer door bevriezing de Zuiderzee rondom Urk niet bevaarbaar was. In noodgevallen kon men zo toch contact met de vaste wal hebben. Er waren pikhaken aan boord om het schip over het ijs te duwen. Met touwen kon de bemanning het schip omhoog en vooruit op het ijs trekken. Men droeg dan klomplaarzen met ijzeren punten eronder. IJszagen en ijsbijlen werden gebruikt om het ijs te breken. Tevens werden een sein, lantaarns en stakellichten meegenomen als verlichting

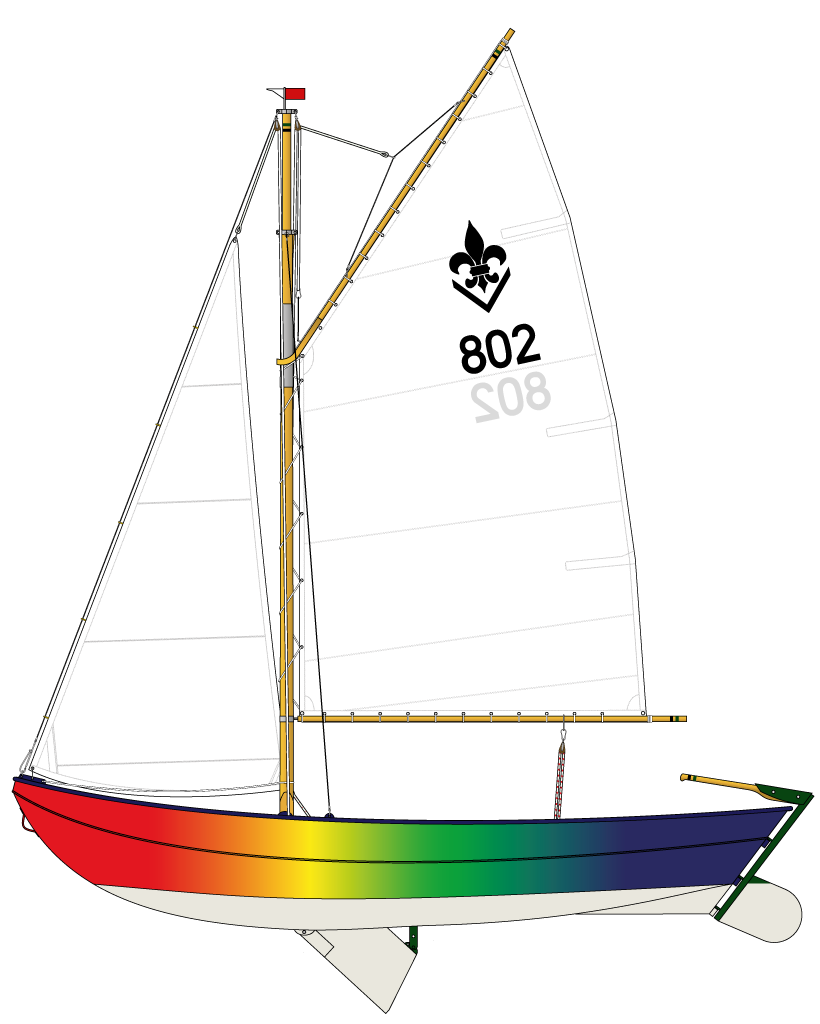

### Lelievlet
De lelievlet is de meest gebruikte stalen zeil-, roei- en wrikboot bij zeeverkennersgroepen van Scouting Nederland en bij het Zeekadetkorps Nederland.  De lelievlet is een knikspantvlet en is gebaseerd op een ontwerp van Beenhakker. Omdat deze vlet - die tegenwoordig commercieel wordt gebouwd door Tukker en in projecten door scholen - bij het Zeekadetkorps Nederland geen lelievlet mag heten, spreekt men daar van een Beenhakkervlet. De term lelie verwijst namelijk naar de Franse lelie, het zeilteken van de vletten van Scouting.

## Visserij
De in de visserij gebruikte vletten werden ook ansjovis- of botvlet genoemd. Ze waren vaak met een sprietzeil uitgerust en werden gebruikt voor de vangst van bot met hoekwant in de ondiepe kustwateren en het wad, of de vangst van ansjovis met zieënnetten. Omdat de ansjovis zeer winstgevend was, werd er door Jan en alleman op gevist met alles wat drijven kon. De vlet was echter, net als de Staverse jol, bij uitstek geschikt voor het vissen met zieënnetten door het ontbreken van zijzwaarden. Als de Zuiderzeeharing kwam paaien in de ondiepe kustwateren werd er met de zegen gevist. 
Met name in Enkhuizen zijn de grotere vletten tot na de afsluiting in gebruik gebleven als zelfstandig opererend zeilvaartuig. Er werd in de lente mee gevist op ansjovis en haring, met staande netten en de zegen, in de zomer op bot en aal met hoekwant, en in de herfst en winter op spiering met staande netten. Als sleepvlet (achter een groter vaartuig) vond de vlet in de visserij na 1900 een ruimere toepassing en ze werden op verschillende plaatsen rond de Zuiderzee gebouwd. Hij werd op dezelfde manier en met dezelfde doelen gebruikt als de haringschuit, en hij verschilde hiervan alleen nog doordat de huidgangen in een klos in de boeg samen komen in plaats van tegen een steven.
Te Scheveningen werd het begrip 'vlet' tot in de Tweede Wereldoorlog gehanteerd voor de aldaar aanwezige - kleinste -  scheepjes binnen de plaatselijke vissersvloot. Men kende aldaar in volgorde van omvang de trawlers, de loggers, de schokkers, de botters en tot slot wat men noemde de vletten. Het ging daarbij om tientallen scheepjes. De vraag is of de zogeheten - meest gemotoriseerde - scheepjes alle wel overeenkwamen met de definitie van een vlet zoals ze in meer algemene zin gold. De scheepjes konden alleen bij goed weer uitvaren om dicht onder de kust de visserij met het sleepnet uit te oefenen. Hun visserij was vooral gericht op de vangst van platvis, maar ook op die van garnalen. Door de - door de Duitsers - opgeëiste grotere vissersschepen tijdens de Tweede Wereldoorlog nam het hier bedoelde vlootje nog in aantallen toe. Daarbij werd de omschrijving 'vlet' qua type soms wel wat aanvechtbaar. Na de Tweede Wereldoorlog maakte dit vlootje plaats voor het scheepstype kotter. 